# Abibo Jerozolimski
Abibo Jerozolimski (łac.) Abibus, Habibus, Habib – jeden z siedmiu świętych noszących to imię.

## Życiorys
Losy postaci nie doczekały się jeszcze opracowań. Jedynym źródłem informacji pozostaje Inventio Sancti Stephani, autorstwa kapłana Lucjana dotyczące Świętego Szczepana, Gamaliela i szczątków Abiba Jerozolimskiego opisujące inwencję, która odbyła się 3 sierpnia 415 roku pod Jerozolimą.
Wspominany jest w Martyrologium Rzymskim 3 sierpnia.